# Jean van de Ven
Jean Jacques van de Ven (Leuven, 10 april 1671 - Linden, 19 februari 1722) was een Zuid-Nederlands politicus en ambtenaar en later titulair burggraaf van Leuven.

## Biografie
Van de Ven werd geboren als zoon van Jacques van den Ven, heer van Geetbets, ontvanger van het hertogdom Brabant en lid van een Brabantse familie van bestuurders en ambtenaren oorspronkelijk afkomstig uit 's-Hertogenbosch, en Marie-Claire Stockmans. Hij was het achtste kind uit een gezin van negen en de tweede van drie zoons. Zijn vader stierf in 1674 en zijn oom François en kolonel Jean Gheijs werden als voogden van de kinderen aangeduid. Zijn vader liet grote schulden na en vele bezittingen van de familie moesten verkocht worden. Hij erfde echter wel de heerlijkheden Laatwijk en Piétrebais
Jean werd in 1712, net zoals zijn vader en grootvader voor hem, ontvanger van Brabant in het kwartier Leuven. Zijn vader werd gedurende zijn carrière zelfs ontvanger-generaal en raadslid van Brabant.

### Burgemeester van Leuven
In 1704 werd hij schepen van Leuven en in 1707 burgemeester. Als burgemeester van Leuven verdedigde hij de stad op 5 augustus 1710 tegen de aanvallen van de troepen van Dumoulin, een partizaan van de koning van Frankrijk, door onmiddellijk de burgers te mobiliseren. Op 5 mei 1711 verleent koning Karel III, later keizer Karel VI, vanuit zijn paleis te Barcelona Jean van de Ven de titel burggraaf van Leuven uit dankbaarheid voor het beschermen van Leuven. Ook kreeg hij een gouden sleutel, de symbolische stadssleutel van Leuven. De titel was erfelijk en werd verkregen volgens het eerstgeborenerecht. Op 12 augustus 1712 aanvaardde Van de Ven de titel.
Zijn wapenspreuk luidde: Fortiter et fideliter ("Volhardend en vertrouwend").

### Ondergang en overlijden
In 1716 werd hij door de stad Leuven verplicht de gouden stadssleutel aan Leuven te geven. In 1720 werd hij opnieuw schepen van Leuven. Na zijn gloriejaren werd hij in 1722 door de Staten van Brabant vervolgd wegens wanbeheer van de administratie van de belastingen net zoals zijn vader. Van de Ven overleed ongehuwd in 1722 op 51-jarige leeftijd en stierf en werd begraven te Linden. Na zijn dood werden de heerlijkheden Laatwijk en Piétrebais verkocht om zijn schulden te kunnen afbetalen.

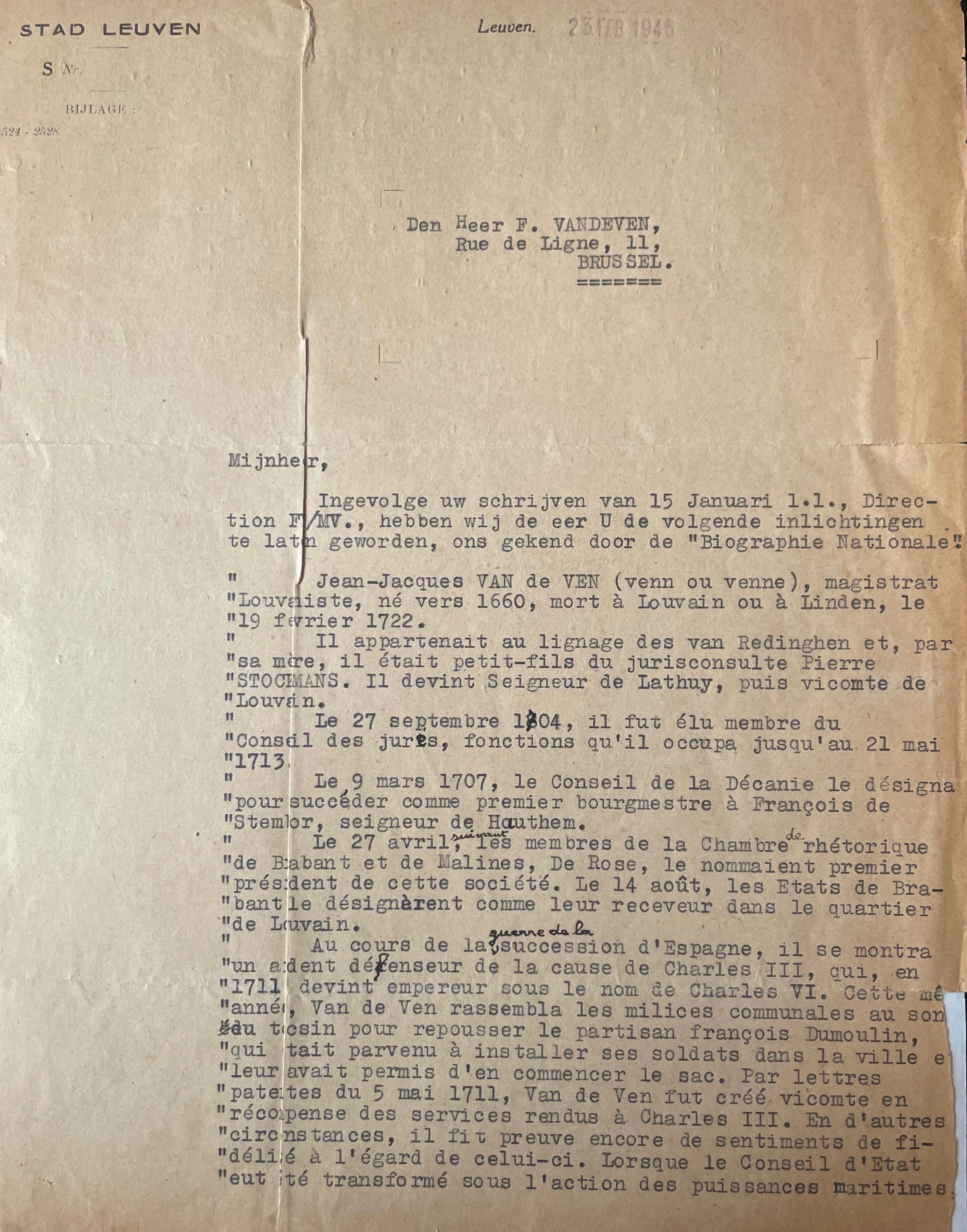

## Opvolging
Omdat de burggraaf van Leuven geen kinderen naliet stierf ook de titel uit. Echter probeerde Jean de Chaignon, zoon van Ida Cornelia van de Ven, zus van Jean van de Ven, zijn door hem vermeende recht op de titel te bewijzen en verzocht de keizer van Oostenrijk de titel aan hem te verlenen op basis van bloedverwantschap. Sommige andere titels waarvoor geen rechtstreekse mannelijke erfgenamen waren werden in bepaalde omstandigheden op dezelfde manier verleend. De keizer gaf het verzoek door aan de kanselarij van Wenen. Uiteindelijk zou de Chaignon de titel nooit krijgen.

## Trivia
- Een van de vele beelden op het stadhuis van Leuven stelt Jean van de Ven voor.